# Коротков Сергій Олександрович
Сергій Олександрович Коротков (5 квітня 1946, Харків — 31 січня 2010, Харків) — радянський та український сходознавець, музикознавець, музичний критик, діджей, викладач, вчений-хімік, радіо- та телеведучий, перекладач, колекціонер, один з основоположників радянської рок-журналістики.

## Біографія
Сергій Коротков народився 5 квітня 1946 року у Харкові.
У дитинстві Сергій закінчив музичну школу за класом фортепіано, яку ненавидів. Пізніше закінчив хімічний факультет ХДУ у 1969 році. З цього приводу він казав: «Мене часто порівнювали з Бородіним, який був і хіміком, і музикантом». У другій половині 1990-х років у Харкові кілька років випускався джин-тонік із торговою маркою «Коротков», створений в результаті спільного проекту з кінознавцем Володимиром Миславським.

### Основоположник рок-журналістики
Сергій Коротков був одним із основоположників рок-журналістики в СРСР. Він випускав самвидавний рок-н-рольний журнал «Бит-Эхо», який став першим вітчизняним рок-журналом. З'явився журнал у Харкові у зв'язку з появою у місті рок-груп та першим сейшеном у ДК Залізничників 1 січня 1966 року.
Згодом журнал був закритий і Сергій Коротков на двадцять років пішов у підпілля. Пізніше він писав статті під псевдонімом «Морковна корова» у видання «Рок-курьер» і «Похождение дел». Потім, коли рок-музику офіційно дозволили, став відомим музичним журналістом.
Останнім часом Сергій Коротков був президентом Журналістського Клубу Харкова.

### Музикознавець, ведучий курсів диск-жокеїв
У 1960-х роках співав у групі «Ідоли» і був президентом першого рок-клубу в Харкові, у 1970-х роках став організатором дискотек.
1979 року вперше на радянському просторі профспілки Харкова організували курси диск-жокеїв, які читав Сергій Коротков. До 50-річчя Сергія учні підготували та видали книгу «Історія сучасної музики», що є збіркою тих самих лекцій.
Восени 1986 року розпочало активну концертну діяльність перше у місті неформальне творче об'єднання — Харківський міський Rock-Club. Засновниками цього руху були Олександр Мартиненко, Сергій Олійник, Андрій Шумілін, Сергій Мясоєдов (Rock-Club) та Сергій Коротков з Ігорем Кедровським («Radio-50»).
Незважаючи на заборону діяльності обкому КПРС, клубу вдається провести в період з листопада 1987 по грудень 1989 серію знаменитих і скандальних на той час, великомасштабних (3 дні) музичних фестивалів, що мали величезний і багато в чому революційний вплив на культурне та політичне життя міста.
Одним із зримих втілень цього процесу та його закономірним продовженням стала знаменита тусовка «Сквозняк», яка відкрила талановитих діячів сучасної культури, політики, бізнесу. «Сквозняк» — так називалося невелике кафе на вул. Сумській, 50, де збиралися учасники рок-клубу у його «золотий час». У другій половині 1980-х саме у «Сквозняку» знаходився центр рок-руху Харкова — там обмінювалися музикою та позичали інструменти, читали заборонену літературу. Там грали рок харківські музиканти та організовувалися концерти заїжджих зірок.

### Сходознавець
Сергій Коротков займався вивченням та популяризацією вчень древнього Сходу, такими як суфізм та дзен-буддизм.
У 1991 році у видавництві «АРС» (Харків) вийшла книга «Плоть і кістки дзен» (автор: Пол Репс, тираж 50 тисяч екземплярів), перекладачем з англійської та редактором якої був Коротков. За радянських часів Коротковим було перекладено кілька книг Ошо та видано самвидавом. Пізніше їх було перевидано професійним способом, але вже без вказівки імені перекладача.
У Москві 1994 року у видавництві «Либрис» вийшла тиражем в 10000 примірників книга Ошо «За межами Просвітлення» із зазначенням авторства перекладача Короткова.

### Теле- та радіоведучий
Сергій Коротков був ведучим радіопрограми «Короткохвильовка». На «Радіо-50» вів передачі «Монстри рок-н-ролу» та «Nirvana».
Також вів телепрограми на харківському каналі «Приват TV». У 1990-ті роки вів телепрограми «Коротко(в) про рок», «Musicbox», «Драйв», «Музична кафедра», «Смутні часи», неодноразово брав активну участь у телепередачі «Сера» (Сергія Щелкановцева) «Під веселим Роджером».

### Викладач
Крім курсів DJ'їв у 1980-х, Коротков читав лекції з хімії у Харківському державному університеті у 1990-х, курс історії сучасної музики у Харківському інституті культури з початку 1990-х та проводив репетиторські заняття з хімії з вступниками до ВНЗ.
Лекції Короткова для DJ'їв у Харківському Будинку Самодіяльності були записані студентами на магнітофон, і в результаті 1996 року в Києві було видано книгу «Історія Сучасної Музики». Книжку було видано за сприяння Українського Центру культурних досліджень Міністерства Культури та мистецтва України. На той час Коротков був членом Музичного товариства України, що зазначено в анотації. З великою ймовірністю можна стверджувати, що аудіозаписи лекцій С. А. Короткова, використані згодом для видання вищезгаданої книги, були зроблені одним із слухачів курсів на бобінний магнітофон.
Оскільки книга вийшла як подарунок-сюрприз до 50-річчя Короткова, авторської редакції вона не зазнала і містила багато помилок. Друге виправлене видання вийшло до роковин смерті Короткова у січні 2011 року у Харкові. Воно було відредаговано другом, колегою та однодумцем Короткова Юрієм Шварцем — були виправлені деякі неточності, додані фотоілюстрації. До книги також увійшли біографія Короткова та спогади друзів та учнів.

### Останні роки та смерть
У Харкові двічі проходили благодійні концерти на підтримку одужання музичного критика та журналіста, останній відбувся 19 грудня 2009 року.
Сергій Коротков помер 31 січня 2010 року на 64-му році життя. Прощання відбулося у харківському Будинку архітекторів.

### Увічнення пам'яті
5 квітня 2014 року, у день народження Короткова, його дружина та син відкрили меморіальну дошку. Вона встановлена в Харкові на будинку на проспекті Правди, 5, де Коротков провів більшу частину життя — з 1946 по 1984 рік. Автор дошки скульптор Дмитро Ів.

## Сім'я
Дружина Алла. Син Вадим, зараз живе в Австралії.